# Párta (ruházat)

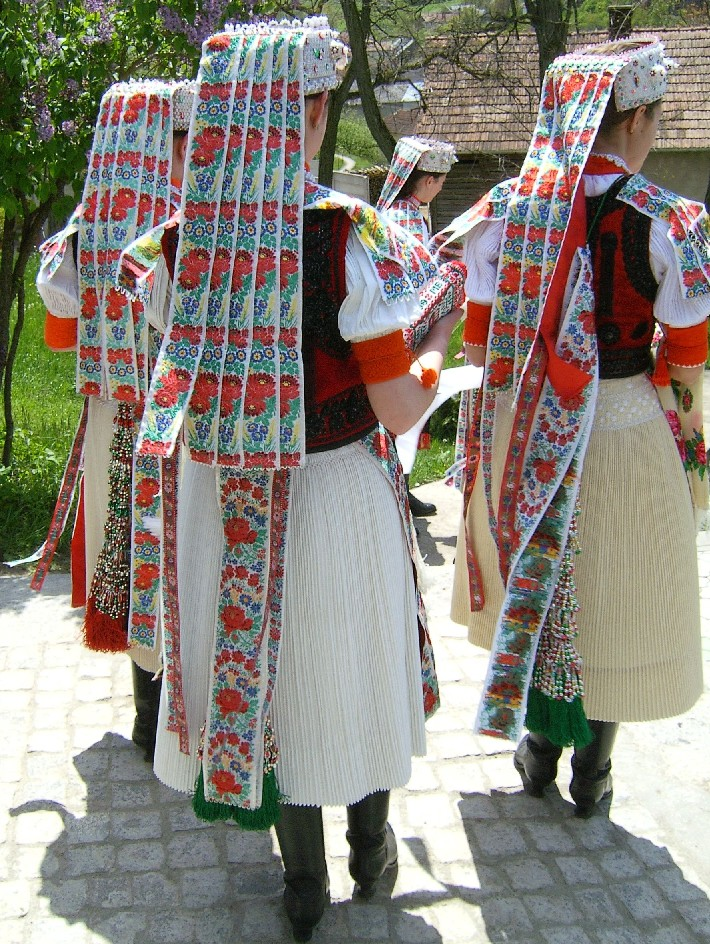
Körösfői lányok pártában

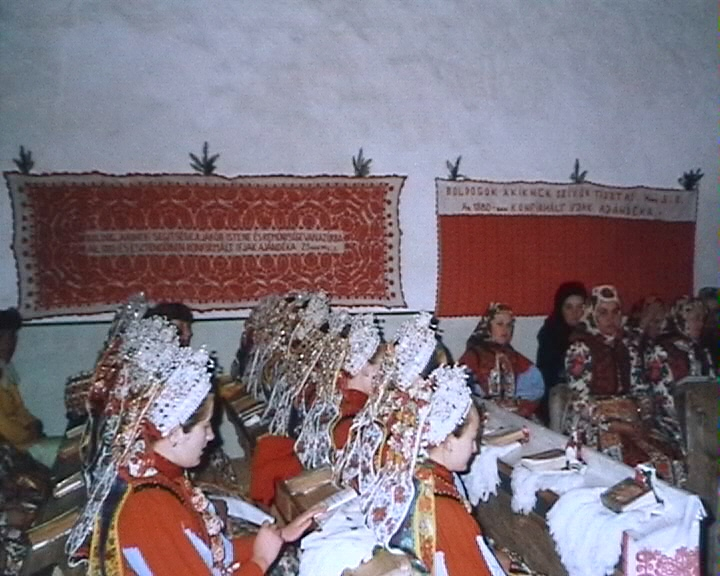
Magyarvistai lányok és asszonyok Húsvétkor

A párta a leányok fejét a szüzesség jelképeként övező pánt, melyet a lakodalomig viseltek. Pártában maradt a vénlány, akinek nem jutott férj és így nem állt módjában, hogy a pártát letegye.

## Története
A párta már a honfoglalás korában is tartozéka volt a női fejviseletnek. A 13–15. századi folytonosságát régészeti anyag bizonyítja. A 15–18. századbeli leány karika- és előpárták és asszonyi kontypárták a nemesi női viseletben az európai koronka és diadém hatásának megfelelő formai változatokat mutatták. A 17. századi adatok szerint a párta pl. a debreceni közrend leányainak ékessége is volt, paraszti divatja a 18. századtól ismert. A 19. század derekán még pártában esküdött a debreceni menyasszony, de újabb leányfejdíszek, a homlokbársony, a pintli és a koszorú már a 20. század elején általában a párta örökébe léptek. A menyasszonyi fejdíszként használt koszorú sok helyen örökölte a párta nevét is. 

## Leírása
A párta merevségét biztosító vasvázat vagy kéregpapírt finom textíliával vonták be és bélelték, islóggal, drágakőutánzatokkal, ezüst-, aranycsipkével (sík aranyos párta a Felvidéken), aranyhímzéssel (Hajdúság). A gyöngyökkel díszített pártát ágas- vagy folyópárta (Kalotaszeg) néven említették. A pántot hátul, a fej kerületéhez igazítva madzaggal húzták össze, a csatlakozást szalagköteggel takarva, amelyben a pántlikák száma általában páratlan volt (Erdély). 
Formai változatai és viselési módja szerint megkülönböztetünk keskeny karika-, koszorú- vagy abroncspártát, amelyet a homlok fölé vízszintesen elhelyezve régen valószínűleg országszerte viseltek, legtovább az Alföldön és Erdélyben maradt meg. A párta másik, Erdély keleti felében ismert típusa a széles kontypárta, amely a leányok kontyát három oldalról keretezte. A fejtetőre helyezett, középen magasodó előpártát a sárközi tülkös vagy csücsökpárta képviselte, amelyet újabban a nagybársony, ill. nagypárta követett. 